# Jochen Buck
Jochen Buck (* 28. Oktober 1968 in Laupheim) ist ein deutscher Ingenieur des Fachgebiets Biomechanik und Unfallforscher mit Schwerpunkt Verletzungsmechanik. 

## Werdegang
Nach dem Abitur in Geislingen studierte Buck an der Technischen Universität und an der Ludwig-Maximilians-Universität in München.
Dort promovierte er 2008 mit dem Thema Untersuchungen zur Biomechanik der Lungenkontusion anhand realer Pkw-Seitenkollisionen.
2008 folgte er dem Ruf auf einen Lehrstuhl an der Hochschule für Wirtschaft und Umwelt Nürtingen-Geislingen (HfWU) und leitet dort das in Geislingen ansässige Institut für forensisches Sachverständigenwesen (IfoSA), das als An-Institut auch in München zu finden ist. An der HfWU ist er Studiendekan des Master of Laws (LL. M.) für Verkehrs-, Straf- und Versicherungsrecht.
In seiner Forschungstätigkeit untersucht Buck insbesondere Schadenshergänge und Verletzungsmechanik bei Straßenverkehrsunfällen.

## Veröffentlichungen (Auszug)
- als Verfasser und Herausgeber mit Georg Gieg: Sachverständigenbeweis im Verkehrs- und Strafrecht : Unfallrekonstruktion, Unfallflucht, Biomechanik, Verkehrsmesstechnik, Bildidentifikation, Alkohol und Drogen. Baden-Baden, 2023 (3. Auflage). ISBN 978-3-7560-0274-0